# آماگو اوجی‌هیسا
آماگو اوجی‌هیسا (به ژاپنی: 太田 浩司 おおた ひろし) (تولد نامشخص – مرگ نامشخص) یک سامورایی در دوره سنگوکو و ملازم خاندان آماگو و خاندان اودا بود. در سال ۱۵۶۶ خاندان آماگو پس از حمله موری موتوناری از بین رفت. در سال ۱۵۶۹ یاماناکا یوکیموری و تاچیهارا هیساتسونا به رهبری آماگو کاتسوهیسا شروع به مقاومت در برابر خاندان موری کردند و اوجی‌هیسا نیز به آنان پیوست و به ولایت ایزومو حمله کردند. در سال ۱۵۷۱ خاندان موری قلعه اصلی آنان را در ولایت ایزومو تسخیر کرد و آنان از این ولایت عقب‌نشینی کردند و به ولایت هاریما وارد شدند. آنان طرح و قصد حمله مجدد داشتند اما خاندان موری قلعه واکاسا اونیگا محل استقرار آنان را تسخیر کرد.
در سال ۱۵۷۷ در طی حمله هاشیبا هیده‌یوشی به چوگوکو سپاه آماگو در خط مقدم سپاه هیده یوشی به قلعه کوزوکی وارد شدند اما سال بعد ۱۵۷۸ شرایط برعکس شد و این قلعه به تصرف خاندان موری درآمد و سپاه هیده‌یوشی از این قلعه عقب‌نشینی کرد پس از بار شدن دروازه قلعه اوجی‌هیسا و آماگو کاتسوهیسا به انجام هاراکیری دست زدند.